# Palash (Bangladesh)
Palash è un sottodistretto (upazila) del Bangladesh situato nel distretto di Narsingdi, divisione di Dacca. Si estende su una superficie di 94,43 km² e conta una popolazione di 174.040 abitanti (dato censimento 1991).